# Translation (Wasserwirtschaft)
Die Translation (bei Flüssen) beschreibt die Fortbewegung des Wassers oder einer Welle im Gewässerbett, wenn kein Rückstau von unterhalb vorliegt (freie Vorflut). Die Fließgeschwindigkeit wird mit empirischen Formeln berechnet. Der Abfluss in Sieltiefs oder anderen Fließgewässern mit Rückstau von unterhalb können mit einem iterativen Seeretentions-Verfahren simuliert werden, bei dem auch Abfluss entgegen der normalen Entwässerungsrichtung möglich ist.